# Vía Libre (revista)
Vía Libre, la revista del ferrocarril es una revista técnica de carácter divulgativo dirigida al sector ferroviario, que edita la Fundación de los Ferrocarriles Españoles, en cuyo patronato se encuentran representadas las empresas públicas del sector ferroviario.  La revista se edita en dos versiones -impresa y digital- mensualmente en el primer caso y con renovación diaria de contenidos en el segundo. Es una publicación dirigida a profesionales, técnicos y aficionados al mundo del tren. La publicación es hoy la primera revista de ferrocarriles en español y está situada entre las cinco mejores revistas ferroviarias del mundo. 

## La revista
Orientada a la difusión de información relacionada con el ferrocarril, su objetivo es prestigiar y divulgar todos los aspectos relacionados con este medio de transporte con una información que se elabora bajo criterios de rigor técnico; lenguaje divulgativo; textos documentados y orientación positiva. Su línea editorial tiene así como propósito el servir a la sociedad contribuyendo en la defensa del ferrocarril como medio de transporte de calidad, tecnológicamente innovador, eficiente y respetuoso con el medio ambiente.
La revista se dedica íntegramente al ferrocarril, ya sean trenes reales o virtuales, y en todos sus aspectos: trenes, servicios, infraestructuras, tecnología, estaciones, metropolitanos, metros, tranvías, historia, desarrollos tecnológicos, viajes, etc. Cuenta con las secciones: infraestructuras, operadores, planificación, internacional, estaciones del mundo, técnica, material, dossier monográfico, modelismo, historia, piezas de museo, estampas de ayer, viajes, mapa del mes, ilustraciones, imágenes. La colección de Vía Libre -casi cincuenta tomos y más de 550 números- es un bien muy preciado por los suscriptores e incluso se cotiza en e-bay o puede encontrarse en la oferta de las ferias del Libro Antiguo. La revista ha llegado a ser un referente de consulta imprescindible para conocer la crónica ferroviaria de España. La publicación se ha convertido en un fenómeno prácticamente único en el panorama de la información especializada en nuestro país y en la más importante empresa de divulgación ferroviaria que se ha llevado a cabo en España.
La publicación impresa se distribuye en España mayoritariamente y en 18 países más, fundamentalmente de Europa e Iberoamérica. Su edición digital www.vialibre.org cuenta con un boletín diario de noticias en español y un boletín quincenal en inglés. La web en 2011 recibió una media semanal que superaba las 130.000 visitas, con 7,33 páginas consultadas por visita.
Vía Libre ha puesto a disposición del público los primeros 530 números en versión digital y recogidos en DVD. La digitalización con programa de motor de búsqueda facilita el acceso inmediato a datos, informaciones y fotografías. Más de 40.000 páginas relacionadas con el ferrocarril.
Por su 50.º aniversario puso a disposición a los nuevos clientes "Aquellos Trenes" un DVD con recopilaciones de trenes de toda España de los años 60 y 70.

## Historia
La publicación nació en enero de 1964 por iniciativa de Renfe como revista de empresa, aunque no gratuita, dirigida a sus trabajadores. Su dirección profesional se situaba en la calle de Santa Isabel, número 44, en el distrito 12 de Madrid, que, después de haber recorrido distintas sedes, es el domicilio de la revista en 2011 y desde 1986. Se trataba de  una publicación de carácter “familiar” que formaba parte del entramado de los beneficios sociales que la empresa Renfe ofrecía a sus agentes. Era una revista dedicada a la actualidad del ferrocarril que se cerraba con una serie de secciones de carácter cultural y de ocio de interés para la familia. El primer número rendía tributo a su antecesora, la revista Ferroviarios -a la que después de 23 años venía sustituir Vía Libre como órgano de información de Renfe.
En su número 170, de marzo de 1978, Vía Libre cambia su cabecera, la misma que hoy 35 años después, con mínimas modificaciones, se mantiene y recuerda la silueta de una locomotora de vapor con su ténder. La cabecera -su tipografía y su diseño- era común con otras dos publicaciones, la italiana Voci de la Rotaia y la francesa La Vie du Rail. Junto con esas dos revistas se lanzó un suplemento cultural común, Mare Nostrum,  que aparecía simultáneamente en los respectivos idiomas en las tres publicaciones, cuya primera entrega recibieron casi medio millón de lectores en España, Francia e Italia.

### Otros hitos importantes
- 1985: el 20 de febrero de 1985 se constituye la Fundación de los Ferrocarriles Españoles por iniciativa de Renfe y con la colaboración de la otra empresa ferroviaria de ámbito estatal, Feve. Se fijó su sede en el Palacio de Fernán Núñez y entre sus objetivos se le encomendaba la edición de la revista Vía Libre.

- 1986: al hacerse cargo de su edición la Fundación de los Ferrocarriles Españoles, la publicación cambia sus contenidos -únicamente información ferroviaria- para pasar a ser una revista especializada.

- Años 90: la década empezaba para la revista con la reducción de su formato para adaptarse a la impresión estándar en máquina plana. Aprovechó también para cambiar su maqueta por un diseño más ágil y limpio, modificando su diseño de portada con un marco en el que descansaba la mancheta. Desde esa fecha se convierte en exclusiva en el medio de comunicación en español del sector ferroviario. Su colección de más de quinientos números se encuentra digitalizada, ya que constituye una crónica excepcional del desarrollo del ferrocarril en España.

- 1991: Vía Liibre recibe el premio a la mejor revista por la Asociación Española de Asesores de Comunicación.

- 2000: empieza su edición digital y un año más tarde obtiene el Premio Internacional IBest 2001 en la categoría de transportes y por votación popular -294.643 fueron los votos emitidos- entre más de 5.200 páginas web presentadas.

- 2008: en junio de 2008 se imprime con una nueva imagen. Por primera vez la mancheta deja de encabezar la portada y queda inclinada a la izquierda. Para destacarla se le agranda el tamaño y se la da un barniz brillo. La encuadernación abandona definitivamente la “grapa” y se pasa al lomo americano, según el uso mayoritario de las revistas de calidad, y se incorpora a las cubiertas una solapa en contraportada.

## Publicaciones antecesoras
Vía Libre es heredera de una larga tradición de revistas ferroviarias. Las dos primeras se publicaron en 1856. Fueron Gaceta de los Caminos de Hierro y Revista de Caminos de Hierro y telégrafos. A finales de siglo XIX aparecía la  Revista ilustrada de vías férreas, que apenas duró una década.
En los años treinta del siglo XX nacía Ferrocarriles y Tranvías, dedicada principalmente a la divulgación técnica del transporte ferroviario. Su labor duró treinta años. En esta revista empiezan a aparecer de forma ya habitual las fotografías, aún en blanco y negro.
En 1939 las compañías de ferrocarriles del Norte y de Madrid a Zaragoza y a Alicante (MZA) decidieron publicar conjuntamente dos revistas: Trenes y Ferroviarios, publicaciones ambas que pasaron a Renfe. Trenes se dedicó a divulgar la imagen cultural del ferrocarril y a promocionar el turismo en tren. Ferroviarios, por su parte, estaba dirigida al personal de las compañías. Ambas revistas se publicaron por Renfe durante veinte años para luego desaparecer y dar paso a Vía Libre. Todas ellas han dejado en sus páginas la actualidad del ferrocarril y son fuente imprescindible para la investigación de la historia del ferrocarril en nuestro país.

## Colaboradores periodísticos
Por la revista han pasado una nutrida y cualificada nómina de periodistas, escritores y humoristas gráficos que han enriquecido con sus escritos los contenidos técnicos, periodísticos o literarios de la misma.
Entre los humoristas se encuentran: Almarza, Cele, Chumy Chumez, Cork, Dátile, Forges, Lolo, Máximo, Oli, Olmo, Peridis, Quique, Serafín, Summers y Vives.
Entre las colaboraciones, la revista cuenta con artículos de: Blanca Álvarez, Francisco Umbral, Felipe Mellizo, Luis Figuerola-Ferretti, Alejandro Fernández Pombo, Alfredo Amestoy, Carlos Dávila, Manuel Calvo Hernando, Alfonso Paso, Vicente Verdú, Fernando Díaz-Plaja, Fernando Quiñones, Maruja Torres, Manuel Galán, Ana Puértolas, Félix Grande, José García Nieto, José María Carrascal, Félix Grande, Antonio Ruiz del Árbol, Santiago Amón, Pilar Miró, Manuel Gutiérrez Aragón y Luis Carandell.
En su actual etapa -de carácter sectorial - la revista ha cambiado también sus colaboradores, dejando únicamente a las más prestigiosas firmas en el ámbito de la divulgación ferroviaria. Entre ellas, han sido y algunos de ellos son todavía firmas habituales: Alberto García Álvarez, Justo Arenillas, Ángel Maestro, Gustavo Reder, Juan Carlos Casas, Francisco Wais, Miguel Cano López-Luzzatti, Fernando Fernández Sanz y Juanjo Olaizola.
El director más longevo fue José Luis Pérez Cebrián, que estuvo al frente de la publicación entre 1972 y 1992. La revista está dirigida actualmente por Pilar Lozano Carbayo y tiene como redactores a Ángel Rodríguez, Amalia Julián, Belén Guerrero, Miguel Jiménez y Yolanda del Val.

## www.vialibre.org, el portal del ferrocarril
La edición de Vía Libre digital se inició en septiembre de 2000. En una primera etapa la web recogía una selección mensual de los artículos que se consideraban de más interés de la revista impresa, de manera que la web aportaba la posibilidad de la “búsqueda” inmediata de contenidos, pero no se elaboraban en ese momento informaciones propias para la versión digital. Seis años más tarde se ofrecía a los internautas una década y media de información ferroviaria a disposición de historiadores, aficionados, profesionales del sector y amantes del ferrocarril en general. Alta velocidad, material rodante, material motor, historia, libros, empresas, información de fácil y rápido acceso, con más de dos mil artículos publicados y la exposición de más de seis mil fotografías ferroviarias.
Este éxito inicial y la imparable evolución y enriquecimiento del mundo de internet llevó a la revista a plantearse la renovación absoluta de su página web. Se trataba de elaborar el mayor portal de información ferroviaria en habla hispana. La construcción de la página se realizó concibiéndola en dos vertientes. La primera era incorporar a la red una gran cantidad de información del ferrocarril que fuera la herramienta imprescindible de técnicos, profesionales, aficionados y cualquier persona que precisara información sobre el ferrocarril. 
Esta información se estructuró en apartados diferentes que van desde galerías fotográficas, cartografía actualizada de las redes ferroviarias o fichas de material rodante, documentos o legislación, a unas útiles guías informativas que ofrecen datos precisos y actualizados de empresas suministradoras, países, empresas explotadoras, administraciones, etc.
Junto a esta base documental la página se renueva diariamente -de lunes a viernes-con las noticias de actualidad ferroviaria, con especial dedicación a España pero también con una mirada internacional para todos aquellos acontecimientos que puedan ser de interés. Con las informaciones diarias se elabora un boletín informativo que se distribuye sobre las 8-9 de la mañana. Un segundo boletín diario, con el título de “El ferrocarril en los medios”, que se distribuye entre las 11-12 de la mañana, ordena y selecciona las noticias ferroviarias del día publicadas en los medios de comunicación.

## Otros productos de la marcaVía Libre

### Vía Libre Técnica e Investigación Ferroviaria
En 2009 se incorpora a la red la sección Vía Libre Técnica-Investigación Ferroviaria en la que se recogen trabajos de investigación en el ámbito del ferrocarril, realizados por investigadores de empresas, universidades y otros organismos investigadores. Junto a las comunicaciones y estudios del ámbito empresarial y universitario, la sección incorpora un tablón de anuncios y noticias relacionados con el ámbito de la investigación.

### Anuario del Ferrocarril
En 1995 vio la luz el primer número del Anuario del Ferrocarril. El Anuario recoge en su primera parte un informe de la actividad del año en las diferentes áreas: infraestructuras, instalaciones, material rodante, administraciones públicas, operadores ferroviarios y administradores de infraestructuras. En su segunda parte aporta una serie de guías de consulta actualizadas: empresas, protagonistas del ferrocarril y administraciones públicas. La publicación cuenta con un  notable apoyo de toda la industria y administraciones ferroviarias.

## Monografías y números especiales
- "Los pecados capitales en el ferrocarril” de Fernando Díaz Plaja. (1981)
- “El ferrocarril en la pintura” de autores varios. (1973-1986)
- “Historia del ferrocarril en el mundo” de Gustavo Reder y Fernando Fernández Sanz.
- “Prehistoria del Ferrocarril” de Jesús Moreno. (1983)
- “Diccionario Políglota del Tren”. (1994)
- “El Gran Libro de los Trenes”. (1997)
- “El gran Libro de las locomotoras españolas”. (2001)
- “Imágenes del tren” de Adolfo Mendoza. (2003)
- “El Libro del Tren” de  Pilar Lozano Carbayo (2005)
- “La Tracción en los ferrocarriles españoles” de Justo Arenillas (2006)
- “Alta velocidad. Líneas y trenes” de Alberto García Álvarez (2008)
- “Renfe 70 años”. (2011)
- Especial AVE Madrid-Sevilla. (1992)
- Especial 30 años. (1994)
- Especial 150 años de ferrocarril en España. (1998).
- Especial Madrid – Barcelona en alta velocidad.  (2001).
- Especial número 500. (2006).
- Especial AVE a Levante. (2010).